# ناتسوکی کاتو
ناتسوکی کاتو (انگلیسی: Natsuki Katō؛ زادهٔ ۲۶ ژوئیهٔ ۱۹۸۵) یک مدل، و هنرپیشه اهل ژاپن است.